# Yasin Aydın
Yasin Aydın (ur. 11 lipca 1995 w Bursie) – turecki siatkarz, grający na pozycji przyjmującego, reprezentant kraju. 

## Sukcesy klubowe
Puchar CEV:
- 2019

Liga turecka:
- 2019, 2021, 2025[2]

Superpuchar Turcji:
- 2019[3][4]

Puchar Turcji:
- 2025[5]

## Sukcesy reprezentacyjne
Mistrzostwa Świata U-23:
- 2015

Liga Europejska:
- 2019[6]
- 2022[7]
- 2018